# Салерни (Козенца)
Салерни је насеље у Италији у округу Козенца, региону Калабрија.
Према процени из 2011. у насељу је живело 1025 становника. Насеље се налази на надморској висини од 1239 м.